# Sauzet (Drôme)
Sauzet é uma comuna francesa na região administrativa de Auvérnia-Ródano-Alpes, no departamento de Drôme. Estende-se por uma área de 19,19 km². Em 2010 a comuna tinha 1 889 habitantes (densidade: 98,4 hab./km²).